# Buckinghamův π teorém

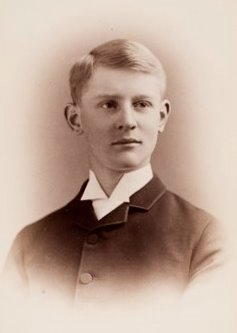
Edgar Buckingham kolem roku 1886

Buckinghamův {\displaystyle \pi } teorém je v inženýrství, aplikované matematice a fyzice důležitým nástrojem pro rozměrovou analýzu. Zjednodušeně řečeno teorém tvrdí, že počet proměnných ve fyzikálně smysluplné rovnici je možno redukovat v závislosti na tom, kolik fyzikálních veličin v této rovnici vystupuje pomocí kolika fyzikálních jednotek jsou tyto veličiny vyjádřeny. Po redukci je rovnice vyjádřena pomocí bezrozměrných veličin označovaných {\displaystyle \pi _{1}}, {\displaystyle \pi _{2}}, atd., což dalo tomuto tvrzení název.
Věta poskytuje metodu pro výpočet množin bezrozměrných parametrů z daných proměnných neboli nondimenzionizaci, i když tvar rovnice je stále neznámý.
Buckinghamův {\displaystyle \pi } teorém naznačuje, že platnost fyzikálních zákonů nezávisí na konkrétní jednotkové soustavě. Tvrzení této věty je možno interpretovat tak, že jakýkoli fyzikální zákon lze vyjádřit jako identitu zahrnující pouze bezrozměrné kombinace (poměry nebo součiny) proměnných propojených zákonem (například tlak a objem daného množství ideálního plynu jsou při stálé teplotě spojeny Boyleovým a Mariottovým zákonem – jsou nepřímo úměrné).

## Tvrzení
Pokud máme rovnici vyjadřující fyzikální zákon ve tvaru{\displaystyle f(q_{1},q_{2},\ldots ,q_{n})=0,}kde {\displaystyle q_{1},\ldots ,q_{n}} je {\displaystyle n} nezávislých fyzikálních veličin, které jsou vyjádřeny v {\displaystyle k} nezávislých fyzikálních jednotkách, pak lze výše uvedenou rovnici přepsat do tvaru{\displaystyle F(\pi _{1},\pi _{2},\ldots ,\pi _{p})=0,}kde {\displaystyle \pi _{1},\ldots ,\pi _{p}} jsou pro {\displaystyle p=n-k} bezrozměrné parametry konstruované z veličin {\displaystyle q_{i}} vztahem{\displaystyle \pi _{i}=q_{1}^{a_{1}}\,q_{2}^{a_{2}}\cdots q_{n}^{a_{n}},}kde exponenty {\displaystyle a_{i}} jsou racionální čísla.

## Význam
Buckinghamův {\displaystyle \pi } teorém poskytuje metodu pro výpočet souborů bezrozměrných parametrů z daných proměnných, i když tvar rovnice není znám. Volba bezrozměrných parametrů není jednoznačná. Buckinghamův teorém poskytuje pouze metodu hledání bezrozměrných parametrů a nedokáže odlišit "fyzikálně smysluplné" sady bezrozměrných parametrů od ostatních.
Buckingramův {\displaystyle \pi } teorém je silný nástroj zejména v případě, že hodnoty {\displaystyle n} a {\displaystyle k} jsou srovnatelné.

## Matematické kyvadlo
Chceme určit periodu {\displaystyle T} malých kmitů matematického kyvadla o délce {\displaystyle l,} hmotnosti {\displaystyle m} hmotného bodu na konci kyvadla a gravitačního zrychlení {\displaystyle g}. První tři veličiny mají nezávislé jednotky, gravitační zrychlení má jednotku složenou z jednotky délky a jednotky času. Souvislost veličin je tvaru{\displaystyle f(T,m,l,g)=0.}Protože se počet jednotek a veličin liší o jedničku, je možné tuto zákonitost zapsat použitím jediného bezrozměrného parametru {\displaystyle \pi } ve tvaru{\displaystyle F(\pi )=0,}kde {\displaystyle \pi } dáno vztahem{\displaystyle \pi =T^{x_{1}}m^{x_{2}}l^{x_{3}}g^{x_{4}}}pro vhodné hodnoty {\displaystyle x_{1},x_{2},x_{3},x_{4}.} Jednotka hmotnosti se vzorci vyskytuje jenom jednou ve veličině {\displaystyle m} a proto musí být {\displaystyle x_{2}=0}. Jednotka délky je v první mocnině ve veličinách {\displaystyle l} a {\displaystyle g} a aby veličina {\displaystyle \pi } nezávisela na jednotce délky, musí se jednotka délky vykrátit, tj. {\displaystyle x_{3}+x_{4}=0}. Jednotka času je v první mocnině v periodě {\displaystyle T} a v minus druhé mocnině ve zrychlení {\displaystyle g}. Aby veličina {\displaystyle \pi } nezávisela na jednotce času, musí se jednotka času vykrátit, tj. {\displaystyle x_{1}-2x_{4}=0}. Z toho vyplývá, že bezrozměrnou konstantu lze po volbě {\displaystyle x_{4}=1} zapsat ve tvaru{\displaystyle {\begin{aligned}\pi &=T^{2}m^{0}l^{-1}g^{1}\\&=gT^{2}/l\end{aligned}}.}(Obecně je nutno řešit složitější soustavu lineárních rovnic.) Model lze nyní vyjádřit rovnicí{\displaystyle F\left(gT^{2}/l\right)=0.}Za předpokladu, že {\displaystyle F} má izolované kořeny {\displaystyle c_{1},c_{2},\ldots ,} to znamená, že {\displaystyle gT^{2}/l=c_{i}} pro nějaký kořen {\displaystyle c_{i}} funkce {\displaystyle F.} Pokud je pouze jeden nulový bod {\displaystyle c,} platí {\displaystyle gT^{2}/l=c} a {\displaystyle T={\sqrt {\frac {cl}{g}}}}. Hodnotu konstanty {\displaystyle c} nelze rozměrovou analýzou určit, stačí však jeden jediný pokus - měření periody, které správnou hodnotu číselné konstanty určí. V tomto případě je {\displaystyle c=4\pi ^{2}}, což dává známý vzorec {\displaystyle T=2\pi {\sqrt {\frac {l}{g}}}}.